# کرآتین
کرِآتین (به انگلیسی: Creatine) یک ترکیب نیتروژنه ذخیره‌کننده فسفات در سلول‌های ماهیچه است و بعد از دهیدراته شدن کرآتین و بدون کاتالیزور، کرآتین به کراتینین تبدیل می‌شود که بعداً از راه کلیه‌ها پالایش می‌شود.
کرآتین منشا عمده تولید انرژی در ماهیچه است. روزانه تقریباً ۲ درصد کرآتین بدن به کرآتینین تبدیل می‌شود. کرآتینین محصول کاتابولیک کرآتین است که در عمل انقباض ماهیچه اسکلتی مصرف می‌شود و سپس با جریان خون به کلیه‌ها می‌رود.
بدن انسان روزانه حدود ۱ گرم کرآتین می‌سازد.

## متابولیسم کرآتین

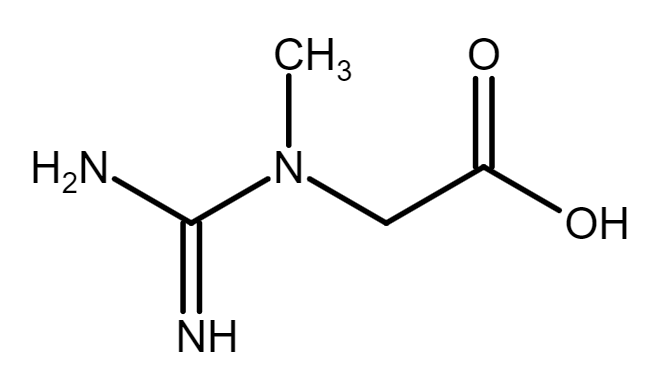
فرمول شیمیایی کراتین

کرآتین در متابولیسم ماهیچه اهمیت فراوانی دارد، زیرا از راه سنتز فسفوکرآتین؛ مولکول پرانرژی ایجاد می‌نماید. این ماده طی دو مرحله ساخته می‌شود، ابتدا سنتز گلیکو سیامین می‌باشد، که از واکنش میان گلیسین و آرژنین در کلیه‌ها؛ مخاط روده؛ لوزالمعده و احتمالاً در کبد صورت می‌گیرد، و حاصل آن به عنوان اثر مهاری تولید از راه بازخورد منفی عمل می‌کند، سپس گلیکوسیامین (گوانیدواستات) به کبد انتقال می‌یابد، و پس‌از متیله شدن تبدیل به کرآتین می‌شود، و کرآتین حاصل وارد خون شده، در تمام بدن خصوصاً بافت‌های ماهیچه گسترش می‌یابد، زیرا بافت‌های ماهیچه بیشترین مصرف‌کننده کرآتین بوده، و معمولاً مقدار کرآتین با توده ماهیچه نسبتی متعادل دارد. و در نهایت کرآتینین در اثر دهیدراتاسیون (از دست دادن آب) کرآتین در ماهیچه ایجاد می‌شود. کرآتینین آزاد شده دیگر در متابولیسم بدن مورد استفاده قرار نمی‌گیرد و از کلیه دفع می‌شود.

## فواید
کرآتین مونوهیدرات، باعث افزایش سنتز پروتئین، و افزایش احتباس آب، و املاح و افزایش جذب آمینو اسید‌ها در عضلات اسکلتی شده، که این اتفاق باعث افزایش قوای جسمانی بدنساز می‌شود، و بر فرایند عضله‌سازی تاثیر مثبت دارد.
در تحقیقات انجام شده ثابت شده کراتین باعث تسریع بازیابی عضلات میشود.

## عوارض
با توجه به عوارض سایر مکمل ها، می‌توان گفت که کرآتین مونوهیدرات عوارض محسوسی ندارد. اما به‌هر‌حال توجه شود، مصرف طولانی مدت با افزایش فشار به کبد و کلیه‌ها می‌تواند ایجاد مشکل کند. استفاده مکمل ها در سنین نوجوانی با استفاده بیش از حد دوز مصرف طبیعی (حداکثر برای نوجوان به‌طور میانگین بسته به وزن فرد تا سقف ۸گرم در روز) آسیب به اندام های داخلی، مانند کلیه‌ها و کبد و دستگاه گوارشی می‌شود. به همین خاطر باید کرآتین را با آب فراوان مصرف کرد.
یکی از باورهای اشتباه، و مرسوم که در مورد کرآتین وجود دارد، آن است که مصرف این ماده منجر به افزایش وزن می‌شود. مطالعات مختلف نشان داده‌اند، که هر چند مصرف کراتین در چند روز اول (بسته به دوز مصرف تا یک‌ ماه این فرایند ممکن است به طول بینجامد)، ممکن است منجر به افزایش ۰.۸ الی ۵.۶ درصدی وزن بدن، به‌دلیل افزایش حجم آب درون عضلات است.. با‌این‌حال هر چند افزایش وزن اولیه در اثر مصرف کرآتین، ممکن است به‌دلیل افزایش آب بدن باشد، مطالعات همواره نشان داده‌اند، که مصرف کرآتین در کنار انجام تمرینات استقامتی منجر به افزایش ماهیچه در بدن می‌شود، و در نهایت بهبود ترکیب بدن را به دنبال دارد. این امر احتمالا به‌علت غلظت بالاتر ذخایر آدنوزین تری‌فسفات و واکنش زنجیره‌ای پلیمراز است که امکان افزایش حجم و شدت تمرین را فراهم می‌کند.